# Хари Кюъл
Хари Кюъл (на английски: Harry Kewell) е австралийски футболист. Роден е в Сидни, Австралия на 22 септември 1978. Играе като ляво крило. От 1995 г. играе в Лийдс Юнайтед. От 2003 г. е играч на английския Ливърпул. От лятото на 2008 г. е играч на турския „Галатасарай“.